# IC 3665
IC 3665 — галактика типу Im () у сузір'ї Діва.
Цей об'єкт міститься в оригінальній редакції індексного каталогу.